# 林淑儀
林淑儀，大紫荊勳賢，GBS（1953年6月—），祖籍廣東新會，生於香港。現任香港工會聯合會榮譽會長、香港五金電子科技業總工會副主席、全國政協常委及扶貧委員會非官方委員。

## 生平
林淑儀曾為香港電子廠女工，1968年參加工會。1986年當選為工聯會副理事長。1993年起擔任全國政協委員。1995年获香港大學專業進修學院社會行政學文憑及暨南大學法學學士2006年當選為工聯會副會長。2012年當選為工聯會會長，在2015年再度連任。。

## 家庭
丈夫黃定光為前進出口界立法會議員。